# 10049 Vorovich
10049 Vorovich è un asteroide della fascia principale. Scoperto nel 1986, presenta un'orbita caratterizzata da un semiasse maggiore pari a 3,1119935 UA e da un'eccentricità di 0,1459040, inclinata di 4,98547° rispetto all'eclittica.